# Рой Філдінг
Рой Томас Філдінг (англ. Roy Thomas Fielding; 1965, Лагуна-Біч, Каліфорнія, США) — американський вчений, один з основних авторів специфікації мережевого протоколу HTTP, також один із засновників проекту Apache HTTP Server.
З жовтня 2010 року займає посаду старшого науковця в компанії «Adobe Systems».